# 트레버 리
트레버 리(Trevor Lee, 1993년 9월 30일 ~ )는 본명은 트레버 리 캐델(Trevor Lee Caddell)은 미국의 프로레슬링선수다. 키는 177cm 몸무게는 93kg이다. 현재는 TNA소속으로 활동을 하고 있다. 피니쉬는 오랜지 크러쉬(버티컬 수플렉스 파워밤), 스몰 패키지로 사용을 한다.

## 수상
- TNA X-디비전 챔피언 3회
- TNA 월드 태그팀 챔피언 1회
- WWE NXT 노스 아메리칸 챔피언 1회
- 밀리언 달러 챔피언 1회